# Cali≠gari
cali≠gari（カリガリ）は、日本のヴィジュアル系ロックバンド。1993年結成。バンド名の由来は映画『カリガリ博士』。作品の美術的な部分や時代的な背景に加え、カリガリという言葉の響きの面白さと、カリガリ博士を知っている人にだけわかるキーワードになっていることから名付けられた。ファンのことを「cali≠gariを信奉する人」を意味する「カリガリスト」を略して「ガリスト」と呼ぶ。
2003年6月22日、日比谷野外大音楽堂でのライブをもって無期限活動休止となったが、2009年4月1日に消費期限付き（期間限定）での復活を告知。その後も活動を続け、2012年に改めて「“活動休止”の休止」を宣言、継続して活動中。

## 音楽性・影響
『J-ROCK.tokyo』のライターである高崎光は、cali≠gariについて「ロックを土台にポップス・パンク・ジャズ・ニューウェーブ…ありとあらゆるジャンルの音楽をごったにした音楽性と、時にグロテスクに、時にアンダーグラウンドカルチャーをフィーチャーしつつ書かれる独特の歌詞が魅力」と説明している。
桜井は井上陽水、森田童子、浅川マキ、山崎ハコ、堀江淳、サザンオールスターズ、村下孝蔵、バウハウス、ザ・キュアーを好きなアーティストにあげている。キュアーは『Boys Don't Cry』が好きだという。横溝正史の金田一耕助シリーズや、寺山修司、江戸川乱歩も好きだと述べる。

## メンバー
メンバーチェンジの回数が多いバンドであるため、メンバー構成毎に活動期間を「第○期」と分類している。現在の編成は第8期。第7期編成にて2002年4月、メジャーデビュー。

### 現メンバー
石井秀仁（いしい しゅうじ） ボーカル＆ギター、プログラミング
1976年12月7日、群馬県安中市出身。
4代目ボーカル。さくらんやフロートといったバンドを経て2000年6月に加入。
リーダーである桜井青に次いで作詞作曲を行う。
2003年のcali≠gari活動休止期間以降、GOATBEDほか、個人の活動も並行している。
桜井青（さくらい あお） ギター＆ボーカル
1971年6月28日、茨城県石岡市出身。
結成当初からの唯一のメンバーであり、バンドリーダー。
また、RMB（ロケットマンブルース）名義でデザイナー活動も行い、cali≠gariにおける殆どのアートワークデザインも担当する。
2003年のcali≠gari活動休止期間以降、LAB. THE BASEMENTをはじめとした個人の活動も並行している。
村井研次郎（むらい けんじろう） ベース
1974年6月15日、神奈川県横浜市出身。
4代目ベース。Eternal Flameを経て1996年10月、研次郎名義でヘルプ加入（1997年5月に正式加入）。
2003年cali≠gari休止期間中はSEX MACHINEGUNSなどで活動。以降、自身のバンドであるCYCLEやPSGの他、COALTAR OF THE DEEPERSのサポートベースなど、個人の活動も並行している。

### 旧メンバー
紅梁樹 （くれいじゅ） ボーカル (1993年)
初代ボーカル。
真が加入する前にサポートメンバーとして7回ライブに出演していた。
真 （しん） ボーカル (1994年-1995年)
1973年、岐阜県出身。
2代目ボーカル。1993年11月に加入。
『第1実験室』と『洗脳』のボーカルを担当し、1995年6月に脱退。
脱退後は久世真輔→『シダ』と改名し、(E)を経て近年は赫で活動していた。現在は朱雀として活動している。
ex.（cali+gari→(E)→赫→朱雀）
秀児 （しゅうじ） ボーカル (1996年-2000年)
1973年11月17日、愛知県出身。
3代目ボーカル。1996年1月に加入。『第2実験室』から『君が咲く山』までのボーカルを担当。
その特異的なファッションやキャラクター、精神病的な音楽性で人気を博したが、4年半の活動の後、2000年6月1日、失踪という形で突如脱退。
脱退後はソロ活動、呪、ピンク菩薩、百足を経て2004年にパンクバンド愚童に加入するも2009年に脱退。
ex.（自爆→パラシウト2→cali≠gari→ソロ活動→呪→ピンク菩薩→百足→愚童→歩→xxGUN/JACKxx→ST.秀児）
圭児 （けいじ）・光雄 （みつお） ベース (1993年-1994年)・(1996年)
初代、3代目ベース。1993年に加入。『第1実験室』から『第2実験室』までベースを担当。
1994年5月、関東ツアーを目前に脱退。1996年1月、秀児と共に光雄名義で再び加入するも、同年9月28日に脱退。
ex.（cali+gari→VALEN SCHTEIN→パラシウト2→cali≠gari）
和也 （かずや） ベース (1994年-1995年)
2代目ベース。1994年8月に加入。同年12月に脱退。『走馬燈』で活動映像が視聴できる。
克弥 （かつみ） ドラムス (1989年-1999年)
1971年12月20日、東京都町田市出身。
初代ドラム。1989年に桜井青と共にcali+gariを結成。活動開始から1999年10月31日に脱退するまで約7年間ドラムを担当。
参加音源は『第1実験室』から『第5実験室 予告版』まで。
脱退後は松井克弥名義でg:lad（現glad）などを経て、ユニットバンドほすぴす、selfishやヘルプのドラムとして不定期活動中。
当時は松井電気工房名義で、各曲のシーケンス作成、アルバム・フライヤー等DTP作業、密室ノイローゼのHP作成、視聴覚集『走馬燈』の作成などを手掛ける。
武井誠（たけい まこと） ドラムス
1974年10月31日、群馬県高崎市出身。
2代目ドラム。テクノアーバンを経て1999年11月に誠名義で加入。
レコーディング参加は『第5実験室』から。
「クピポ」、「白い黒」など、作曲を務めることもある。また、購入特典限定音源として、武井誠名義でリリースした『はからずmoワンモアキッス』（ただいまの替え歌）、アルバム『11』の曲を全てボーカルを務めた『武井誠版「11」』をリリースしている。
2014年9月27日に日比谷野外音楽堂で行われた『cali≠gari 20th Caliversary"2013-2014" 最終公演 第7期終了 - To say Good bye is to die a little』にて脱退を発表、同公演終了後に発表された2014年10月3日、新宿LOFTでのファンクラブ会員限定公演『トコママン with #7.01』が武井誠在籍のラストライブとなった。
cali≠gari休止期間中はlab.(KJUN名義)や雅-miyavi-のサポート、GOATBED(サポート)、CYANOTYPE等で活動していた。

### メンバーの遍歴
第1期
- 紅梁樹 ボーカル
- 青 ギター
- 圭児 ベース
- 克弥 ドラムス

第2期
- 真 ボーカル
- 青 ギター
- 圭児 ベース
- 克弥 ドラムス

第3期
- 真 ボーカル
- 青 ギター
- 和也 ベース
- 克弥 ドラムス

第4期
- 秀児 ボーカル
- 青 ギター
- 光雄 ベース
- 克弥 ドラムス

第5期
- 秀児 ボーカル
- 青 ギター
- 研次郎 ベース
- 克弥 ドラムス

第6期
- 秀児 ボーカル
- 青 ギター
- 研次郎 ベース
- 誠 ドラムス

第7期
- 石井秀仁 ボーカル
- 桜井青 ギター
- 村井研次郎 ベース
- 武井誠 ドラムス

第8期
- 石井秀仁 ボーカル
- 桜井青 ギター
- 村井研次郎 ベース

## 来歴

### 1993年 - 2000年5月（第1期 - 第6期）
1989年
- 春、茨城にて青（桜井青）と克弥によりバンド結成。

1993年
- 6月、ベースに圭児が加入し、バンド名をcali+gariに正式決定。
- 8月、ボーカルに紅粱樹が加入。後に脱退。
- 9月11日、池袋CYBERにて、初ライブを行う。
- 11月、2代目ボーカルの真が加入。

1994年
- 1月、バンド初のレコーディング作業開始。
- 1月28日、初音源である『第1実験室』発売。
- 2月16日、目黒鹿鳴館にて、デモテープ『洗脳』無料配布ライブ開催。
- 5月15日、『洗脳』のセカンドプレスを発売。
- 8月、関東ツアー目前に圭児が脱退し、後任に2代目ベースの和也が加入。
- 12月11日、目黒鹿鳴館にて、ビデオ『Hush! Vol.6』のシューティングライブ開催。翌年4月5日に発売。

1995年
- 6月11日、水戸LIGHT HOUSEでのライブを最後に真が脱退し、活動休止。
- 12月、和也が脱退。青と克弥でユニット「カシミヤ」を結成。

1996年
- 1月、3代目ボーカルの秀児、3代目ベースの光雄(圭児が改名)が加入。バンド名を現在のcali≠gariに改称。
- 4月4日、目黒鹿鳴館にて、ライブ開催。活動を再開する。
- 5月20日 - 6月27日、アルバム『第2実験室』レコーディング。
- 8月17日、水戸LIGHT HOUSEにて、『第2実験室』発売記念ライブ開催。
- 9月28日、光雄が再び脱退。
- 10月、4代目ベースの研次郎（村井研次郎）が加入。

1997年
- 4月4日、本八幡Route14にて、復活1周年記念ライブ開催。前ボーカル真も参加。
- 8月21日の新潟JUNK BOX、9月30日の大阪難波Rocketsのライブにて、デモテープ『嘔吐』を無料配布。
- 8月30日の横浜7th AVENUE、10月1日の名古屋MusicFarmのライブにて、デモテープ『オヤスミナサイ』を無料配布。初の関西進出。
- 11月1日、水戸LIGHT HOUSEにて、デモテープ『嘔吐・オヤスミナサイ』を限定配布、販売。

1998年
- 6月6日、初のCD音源であるアルバム『第3実験室』発売。
- 8月8日、初の単独映像作品『視聴覚集「走馬燈」』発売。
- 11月4日、アルバム『第3実験室 改訂版』発売。
- 12月12日、新宿LOFTにて、初のワンマンライブ『夢見る分裂少年の妄想仕掛けな無差別テロ 第1号』開催。シングル「第4実験室 補足版」を無料配布、アルバム『第4実験室』発売。

1999年
- 5月16日、雑誌アプレゲール別冊『カリ≠ガリ白書99年度版 上巻』発売。
- 6月27日、渋谷ON AIR WESTにて、ワンマンライブ『夢見る分裂少年の妄想仕掛けな無差別テロ 第2号』開催。『第5実験室 予告版』および、雑誌アプレゲール別冊『カリ≠ガリ白書99年度版 下巻』発売。
- 10月31日の渋谷ON AIR WESTでのイベント『屋根裏大サーカス』を最後に克弥が脱退。
- 11月、2代目ドラムの誠（武井誠）が加入。
- 12月12日、アルバム『第5実験室』発売。
- 12月22日、ワンマンライブツアー『夢見る分裂少年の妄想仕掛けな無差別テロ』開催（第3号 - 第5号、全国3カ所、12月27日まで）。同日、ビデオテープ『視聴覚集「冬の日」』発売。

2000年
- 1月27日、アルバム『第4実験室 改訂版』発売。
- 5月5日、シングル「君が咲く山」発売。
- 5月19日、ビデオテープ『視聴覚集「プロモーション(1)」』発売。ワンマンライブツアー『夢見る分裂少年の機械仕掛けな爆弾テロ』開催。（第6号 - 第9号、全国4カ所、8月26日まで）。
- 6月1日、秀児が失踪という形でミニアルバムのレコーディング一週間前に脱退。

### 2000年7月 - 2003年（第7期）
2000年
- 6月、4代目ボーカル、石井秀仁が加入。第7期編成となる。
- 7月7日、ミニアルバム『ブルーフィルム』発売。
- 7月27日、前橋FLEEZよりライブツアー『プライベート・エロチカ2000』開始。
- 7月30日、雑誌アプレゲール別冊『カリ≠ガリ白書00年度版 全巻』発売。
- 8月26日、新宿LIQUID ROOMにて、東名阪ツアーファイナル『クライマックスエロチカ - 夢見る分裂少年の機械仕掛けな爆弾テロ第9号』開催。
- 11月3日 - 26日、Gargoyleとのツーマンライブツアー、『帝王切開2000』開催。

2001年
- 1月1日、第7期以前の楽曲19曲を新録したアルバム、『再教育(右)』『再教育(左)』発売。
- 1月6日 - 23日、ライブツアー『再教育』開催。全国8カ所）。
- 3月、ライブツアー『グッドバイ、インディーズぅ？〜春はトキメキ何かとスプリング第6実験室ツアー(カムイン、カムイン)〜』開催。（全国13カ所）。
- 3月21日、『第6実験室予告版』発売。
- 5月3日、赤坂BLITZにて、ツアーファイナルライブ『ハロー、メジャーぁ？〜オマエ達の声はオレ達に届きましたぁ？〜』開催。メジャーデビューを思わせるタイトルが冠されていたが、実際にはメジャーデビューの発表等は無く、物販で特製メジャーが売られただけであった。
- 5月10日、アルバム『第6実験室』発売。
- 8月4日、ミニアルバム『ブルーフィルム 2nd』発売。
- 8月、ライブツアー『サマードリームッ!さようなら20代!ようこそここへ30代(大台)〜オレが30になるんじゃない！！30がオレになるんだ!!〜』開催。（全国7カ所）。
- 8月30日 - 31日、赤坂BLITZにて、ツアーファイナル2デイズライブ『ただいまブリッツ〜ボクはアナタを愛うえお、だから手紙を書きくけこ〜』開催。
- 11月23日 - 24日、Gargoyleとのツーマンライブツアー、『帝王切開2001』開催。
- 12月20日、メンバー4人のソロ作品が収録された4枚組企画盤『カリガリじゃないじゃない(T_T)』発売。
- 12月、クアトロツアー『ちょっとクアトリーナ、きいてほしいんだけどトゥワー』を大阪・名古屋・広島の三府県にて開催。

2002年
- 1月4日、SHIBUYA-AXにて、同日2公演ライブ『カンチ!AXしよう!』開催。
- 1月10日、渋谷ON AIR WESTにて、ワンマンライブ『カリガリじゃないじゃない』開催。
- 4月3日 - 4日、渋谷公会堂にて、2デイズライブ『アバウトインディーズぅ?≒メジャーぁみたいな?2デイズライブ〜about Indies? ≒ major mitaina ? 2days live〜』開催。
- 4月4日、ビクターレコード内、gai RECORDSからシングル『第7実験室予告版〜マグロ〜』を発売し、メジャーデビューする。
- 5月22日、アルバム『第7実験室』発売。
- 7月12日、『第2実験室』を第7期メンバーで新録したアルバム、『第2実験室 改訂版』発売。
- 7月 - 9月3日、ライブツアー『ハシィウィー!?「ツーナーのアーツーはツイアーでライツーだがね」トゥワー』開催。全国15カ所。
- 10月30日、シングル『舌先3分サイズ』発売。プロデューサーにムーンライダーズの鈴木慶一を迎える。
- 12月21日、新宿コマ劇場にて、ライブ『新宿コマし屋〜2002〜師走』開催。後に同ライブを収録したビデオ『実録!新宿コマし屋〜2002〜師走』を限定受注販売。

2003年
- 2月1日、アーティストブック『マルチプル・スクリーンーcali≠gariのAtoZ』発売。
- 2月21日、シングル『青春狂騒曲』発売。
- 3月5日、アルバム『8』発売。プロデューサーは鈴木慶一。
- 3月14日、渋谷ON AIR WESTにて開催されたファンクラブ会員限定ライブにおいて、6月からの無期限活動休止を発表。
- 3月、ライブツアー『セイシュン天国列車』開始（全国10カ所）。
- 6月22日、ベストアルバム『グッド、バイ。』発売。
- 6月22日、日比谷野外音楽堂にて、ライブ『青春特急、都へ!〜天国発野音行き〜』開催。活動休止となる。
- 9月21日、上記のライブの模様を収録したDVD『休』発売。

### 2009年 - 2014年（消費期限付復活以降第7期）
2009年
- 4月1日、消費期限付きでの復活を発表。
- 5月20日、活動休止六周年記念企画、春の予習用新教材（ベストアルバム）『カリ≠ガリの世界』発売。
- 6月20日、Zepp Tokyoにて、活動再開ライブ「祝・活動休止六周年記念! 消費期限付き『ただいま----。』」開催。
- 6月23日、SHIBUYA-AXにて、活動再開ライブ「祝・活動休止六周年記念! 消費期限付き『ただいま----。』」追加公演開催。
- 7月22日、シングル『9-踏- 編』『9 スクールゾーン 編』発売。
- 8月15日、MAVERICK DC GROUP主催ライブイベント『JACK IN THE BOX 2009 SUMMER)』（幕張メッセ）出演。
- 8月16日、FOOL'S MATE主催ライブイベント『Fool's Fest 09 -midsummer dream-』（新木場STUDIO COAST）シークレット出演。
- 8月26日、アルバム『10』発売。
- 9月2日 - 6日、『トゥワー2009「END OF そろそろ」』開催。（大阪BIG CAT1公演 、新木場STUDIO COAST2デイズ）。
- 11月18日、Zepp Tokyoにて、ライブイベント『東京地下室 〜第十六階〜』開催、出演。終演後の午後11時14分、渋谷109前交差点スクリーンにて映像告知、消費期限の「偽装」を発表。2010年2月11日、初の日本武道館ライブを行うことを発表した。
- 12月2日、DVD『從 LIVE at 20090620_ZEPP TOKYO + 20090906_STUDIO COAST』発売。

2010年
- 2月11日、日本武道館にて、ライブ『売り切れません、此処だけは----。マストライブ「解体」』開催。同公演にてシングル『続、冷たい雨』配布。ライブ終了後「賞費期限切れました----。」と発表。
- 3月14日、ファンクラブ「別室ノイローゼ」消失。
- 3月16日、新宿LOFTにてファンクラブ「別室ノイローゼ」会員限定ライブ『＜マネー￥金＞』開催。
- 3月17日、ミニアルバム『≠（ジュウイチジャナイ）』3タイプおよび、書籍『A Moveable Feast Authorized by cali≠gari (カリガリの移動祝祭日)』発売。新ファンクラブ「別室ノイローゼ〜寝室編〜」発足。
- 12月、アルバム『再教育 改訂版』をファンクラブ「別室ノイローゼ」会員限定で販売。

2011年
- 2月11日、ファンクラブ会員向けに再発した『再教育 改訂版』をタワーレコード限定で一般発売。
- 3月13日、開催予定であったファンクラブ会員限定ライブ「FC別室ノイローゼ presents「≠」レコ発『純一じゃないじゃない！』＊純一様限定無料GIG」（Zepp Tokyo）が、開催の2日前に起こった東北地方太平洋沖地震を受け協議を重ねた結果、中止となる。当初は来場者に向けてメンバーが挨拶を行う予定であった。後に振替公演を発表。
- 4月4日、Zepp Tokyoにて、ファンクラブ「別室ノイローゼ」会員限定ライブ「FC別室ノイローゼ presents「≠」レコ発『純一じゃないじゃない！』＊純一様限定無料GIG」開催。
- 6月18日 - 19日、日比谷野外大音楽堂にて、2デイズライブ「cali≠gari #7 10th Caliversary GIG『真梅雨の野外 ～再起Do？～』」開催。
- 8月24日、シングル『＃ 娑婆乱打編』『# 東京、43時00分59秒編』発売。
- 10月12日 - 11月、ライブツアー「トゥワー2011『GIVES』」開催。全国8カ所9公演。同ツアー公演にてファンクラブ「別室ノイローゼ」会員限定CD配布。配布CD：『ハイカラ・殺伐・ハイソ・絶賛（ニュウ Ver.）』『デジタブルニウニウ（ニュウ Ver.）』
- 10月23日、ライブイベント『V-ROCK FESTIVAL 2011』（さいたまスーパーアリーナ）出演。（LA'ROYQUE'DE ZAVYとして出演発表したシークレット出演。）
- 11月5日、台湾THE WALL（台北）にて、ライブ「トゥワー2011『LAST GIVES』」開催。初の海外公演。
- 11月16日、シングル『#_2 今、CDは何故売れないのか? 編』『#_2 今、再結成ブームを考える編』発売。
- 11月23日、新宿LOFTにて、ツアー「トゥワー2011『GIVES』」追加公演ライブ『SHINJUKU LOFT 35th Anniversary & TOWER RECORDS SHINJUKU 13th Birthday トゥワー2011 SECRET「GIVES」』開催。
- 11月30日、聖飢魔II主催ライブイベント「聖飢魔II Presents 『Tribute to JAPAN』（両国国技館）出演。

2012年
- 1月11日、アルバム『11』発売。
- 3月1日、Zepp Tokyoにて、同日2公演ライブ『FC別室ノイローゼ presents「ゼンブ・イレブン・タブン・ヘブン」』開催。2部構成のライブであり、第1部『アルバム「11」完全再現ライブ』は、ニコニコ生放送にて同時中継された。第2部はファンクラブ「別室ノイローゼ」会員限定ライブ。
- 3月、東名阪にてライブイベント「地下室」開催。3月17日『大阪地下室 -地下二階-』（Zepp Osaka)、3月20日『名古屋地下室 -地下一階-』（Zepp Nagoya）、3月23日『東京地下室 -地下一八階- 』（Zepp Tokyo）。
- 4月4日、公式サイトにて、「“活動休止”の休止」発表。活動の場をメジャーから再びインディーズに戻す。新ファンクラブ「客室ノイローゼ」発足。
- 6月17日、BUCK-TICKのライブツアー『TOUR PARADE 2012』Zepp Sendai公演に出演。
- 7月4日、BUCK-TICKトリビュート・アルバム『PARADE II 〜RESPECTIVE TRACKS OF BUCK-TICK〜』参加。
- 8月23日 - 9月14日、ツアー「トゥワー2012『ただいま、インディーズぅ？ さよなら、ビクターぁ？』」開催。東名阪3公演、追加東京1公演。同ツアー公演にてシングル『さよなら、スターダスト』配布。追加公演のみ、シングル『夏の日（ニュウ Ver.）』配布。
- 9月22日、BUCK-TICK主催ライブイベント『BUCK-TICK FEST 2012 ON PARADE』（千葉ポートパーク特設野外ステージ）出演。
- 11月11日、Zepp DiverCityにて、ライブ『密室 ザ☆ベストイレブン』開催。ライブ終了後、同会場にて、ファンクラブ「客室ノイローゼ」会員限定イベント『カリ≠ガリの中打ち！』開催。シングル『密室 ザ☆ベストイレブン』を『カリ≠ガリの中打ち！』にて配布。

2013年
- 3月31日、ライブイベント『ボビーフェスティバル ～VERY BEST OF CHOCKYU～』（新木場STUDIO COAST）出演。
- 4月4日、シングル『春の日』発売。目黒鹿鳴館にて、ライブ『ニュウシングル「春の日」発売記念GIG』開催。
- 6月22日、日比谷野外大音楽堂にて、ライブ「caliversary in YAON "2003-2013"『死せる青春』Days which made adolescence,and…」開催。
- 7月10日、セルフカバーミニアルバム『1』発売。
- 7月21日、DEAD END主催ライブイベント『四鬼夜行-五喰-』（赤坂BLITZ）出演。
- 8月4日、ライブイベント『パラソニHatch』（なんばHatch）出演。
- 9月4日、DEAD ENDトリビュートアルバム『DEAD END Tribute -SONG OF LUNATICS-』参加。
- 9月9日 - 10月1日、ライブツアー『禁色-FORBIDDEN COLOURS-』開催。関東5公演、追加関西2公演、追加東京1公演。9月9日、池袋手刀での公演は、初の男性限定ライブとなった。
- 11月1日、初台The DOORSにて、ライブ『セルフカヴァーミニアルバム 『2』発売記念GIG』開催。同日5公演。
- 11月6日、セルフカバーミニアルバム『2』発売。

2014年
- 2月1日 - 2日、舞浜アンフィシアターにて、2デイズライブ『東京カリ≠ガリランド』開催。
- 4月18日 - 6月1日、ライブツアー『cali≠gari 20th caliversary "2013-2014"全国ツアー「科学と学習」』開催。全9公演。
- 6月13日、新宿LOFTにて、ツアー「科学と学習」追加公演ライブイベント『cali≠gari 20th caliversary "2013-2014"全国ツアーファイナル「大人の科学と学習〜カリガリじゃないじゃない(T-T) 〜」』開催。cali≠gari、GOATBED、LAB. THE BASEMENT、MKG出演。オールナイトイベント。
- 6月28日、日比谷野外大音楽堂にて、 アーバンギャルドとのツーマンライブ『カリ≠ガリ対アーバンギャルド 真梅雨の血闘！！野音に死す！！』開催。
- 7月7日、公式サイト上にて第7期終了と最終公演を発表。
- 8月29日、ファンクラブ「客室ノイローゼ」にて石井秀仁が第7期終了に関するコメントを発表。いつものcali≠gariらしいユーモアではなく、去るメンバーがいる事を述べた。
- 9月27日、日比谷野外大音楽堂にて、ライブ『cali≠gari 20th Caliversary"2013-2014" 最終公演 第7期終了 - To say Good bye is to die a little -』開催。同公演にて武井誠の脱退を発表。
- 10月3日、新宿LOFTにて、ファンクラブ「客室ノイローゼ」会員限定ライブ『トコママン with #7.01』開催。
- 10月8日、DVD『死せる青春 良心盤』『東京カリ≠ガリランド 初日 2014.02.01 良心盤』『東京カリ≠ガリランド 楽日 2014.02.02 良心盤』発売。

### 2015年 - （第8期）
2015年
- 1月16日、既存メンバー3人編成での第8期始動および日本コロムビアへの移籍を発表。
- 3月11日、アルバム『12』発売。
- 3月14日、東京キネマ倶楽部にて、ファンクラブ「客室ノイローゼ」会員限定ライブ『鶯谷で逢いましょう』開催。
- 5月8日 - 6月21日ライブツアー『セックスと嘘とライヴハウス』を開催。全８公演。ツアー初日に『春の日 桜闇盤』が発売。
- 6月9日、新木場 STUDIO COASTにて、『ムックの日とロットンの日』出演。
- 7月5日、品川ステラボールにて、ライブツアー『セックスと嘘とライブハウス』追加公演、『セックスと嘘とステラボール』開催。
同日、DVD 『セックスと嘘とデジタルビデオディスク』発売。
- 8月5日、Zepp Divercity Tokyoにて、『-Angelo Presents- THE INTERSECTION OF DOGMA』出演。
- 8月21日、新宿BLAZEにて、『シリーズ街”最後の宿題”』開催。
- 11月7日-11月28日、本八幡 Route 14にて、『シリーズ街”本八幡発狂”』開催。
- 12月13日、心斎橋 BIG CATにて、『NoGod 10th ANNIVERSARY企画最終章　「The 10th GAME - SEASON II -」 』出演。

2016年
- 4月13日、ミニアルバム『憧憬、睡蓮と向日葵』発売。
- 4月23日-6月24日、ツアー『憧憬、睡蓮と向日葵』開催。ファイナルEX THEATER ROPPONGI公演にて CD 『残響、睡蓮と向日葵』配布。
- 9月8日-9月29日、『秋の生活応援ツアー 「火の車」 』開催。ツアー初日に シングル『みんなの発狂』発売。
- 9月25日、恵比寿リキッドルームにて、『ラムフェス２０１６ 「EXTRA」 』出演。
- 10月16日、幕張メッセホール 9-11ホールにて、『VISUAL JAPAN SUMMIT 2016』出演。
- 10月23日、仙台PITにて、『little HEARTS. 8th Anniversary 「MY little HEARTS. Special Edition Vol.8」 』出演。
- 11月9日、赤坂BLITZにて、『村井研二郎 20th Caliversary Live 〜村≠フェス〜』開催。
- 11月16日、DVD『第７期終了』発売。
- 11月26日-12月2日、D'ERLANGER、DEZERTとのスプリットツアー、『D'ER≠gari 2016 feat.DEZERT』開催。

2017年
- 2月17日、バップへの移籍を発表。
- 5月10日、アルバム『13』発売。
- 6月3日-7月22日、ツアー『△15th Caliversary"2002-2017" TOUR 13 -Hell is other people-』開催。
- 8月24日、新宿LOFTにて、『回想、睡蓮と向日葵』開催。同日、DVD『回想、睡蓮と向日葵』発売。
- 9月2日、9月9日、 9月23日、『△15th Caliversary"2002-2017" TOUR　Re:13 -The worst foe you meet would be always you yourself-』開催。各日で CD 『マグロ』、『舌先3分サイズ』、『青春狂騒曲』の再録盤を配布。
- 12月3日、なんばHatchにて、『MUCC えん7』出演。
- 12月26日、恵比寿リキッドルームにて、『△15th Caliversary"2002-2017" LAST GIGS　「真冬の屋内」　-I was praying you’d be here with me-』開催。

2018年
- 2月7日、DVD 『13 -映像集-』発売。
- 3月14日、セルフカバーミニアルバム『3(狂信盤)』発売。新宿LOFTにて、『3』発売記念GIGを同日２公演開催。
- 3月21日、新宿BLAZEにて、『cali≠gari VS ベッド・イン 「ワンナイトでちゃう？」 』開催。
- 4月4日、セルフカバーミニアルバム『4(狂信盤)』発売。
ディファ有明にて、『△15th Caliversary 2018 LAST GIGS「オヤスミナサイ----。」 』開催。
このライブをもって活動休憩に入る。
- 9月11日、新宿LOFTにて、ファンクラブ限定ライブ『25th Caliversary“1993-2019”結成二十五周年記念FC限定GIG 「夢遊病 -3 REHABILITATION MEN-」 』開催
同日、活動休憩からの復活、アルバム『14』のリリースとツアー開催を発表。
DVD 『オヤスミナサイ----。△15th Caliversary 2018 LAST GIGS 2018.04.04 ディファ有明（不眠盤）』発売。
- 9月18日、DVD 『オヤスミナサイ----。△15th Caliversary 2018 LAST GIGS 2018.04.04 ディファ有明（快眠盤）』発売。
- 11月14日、アルバム『14』の発売延期、バップからの離脱を発表。
- 12月19日、アルバム『14（狂信盤、良心盤）』発売。

2019年
- 1月14日-3月10日、ツアー『25th Caliversary"1993-2019"　TOUR 14 -The time is out of joint-』開催。
- 3月14日、新宿LOFTにて、『TOUR 14』追加公演『カメラ オブツカイステ』開催。
- 3月23日、中野サンプラザにて、『TOUR 14 FINAL -I've come a long way since those old days-』開催。
- 4月15日、DVD 『夢遊病 - 3 REHABILITATION MEN　-　』を通販限定発売。
- 4月20日、豊洲PITにて、『D'ERLANGER presents ABSTINENCE'S DOOR #010』出演。
- 6月23日、豊洲PITにて、『祝・活動休止十六周年記念!  「10years」 』開催。
同日、7年ぶり3回目のビクター復帰を発表。
DVD 『カメラ オブツカイステ』発売。
- 6月28日、新宿LOFTにて、『桜井青のすべて』出演。
- 8月28日、EP 『この雨に撃たれて』発売。
- 8月31日-9月11日(8月42日) cali≠gari 25th Caliversary"1993-2019" 終わらない夏の伝説達へ…〜Can't Stopが止まらない！〜開催。
- 9月13日、TSUTAYA O-EASTにて、Psycho le Cému　Live Battle「ライバルズ」Lv.４　出演。
- 9月28日、TSUTAYA O-EASTにて、「ただいま、ビクターーーー。」-déraciné,either…or a sentimental contract- 開催。

2020年
- 9月30日、アルバム『ブルーフィルム -Revival- (ポルノ盤 CD+DVD※初回限定、ピンク盤）』発売。

2021年
- 2月10日、EP『15 予告版(限りなく透明に近いレモン盤、檸檬盤）』発売。
- 2月11日、LINE CUBE SHIBUYAにて、『カリ≠ガリ　ツアー’’15’’15予告版発売記念GIG「渋谷公会堂のカリ≠ガリ」‐腐ったレモンの方程式‐』開催。
- 3月6日-6月28日、「TOUR"15" -Notice × Novice × Notice-」開催。同時期に、「TOUR"15"フィルムルネッサンス"15"」開催。
- 6月13日‐6月14日、HOLIDAY NEXT NAGOYAにて、『cali≠gari/deadman「死刑台のメロディ」』開催。(2020年3月「死刑台のエレベーター」HOLIDAY NEXT NAGOYA 公演の延期公演。）
- 6月23日‐6月24日、 HOLIDAY SHINJUKUにて、『cali≠gari/deadman「死刑台のメロディ」』開催。(2020年3月「死刑台のエレベーター」HOLIDAY SHINJUKU公演の延期公演。）
- 6月28日、新宿LOFTにて、「TOUR"15" 番外編 1/2 Century Boy!！さようなら40代！ようこそここへ50代(大台) ～オレが50になるんじゃない！50がオレになるんだ！～」開催。
- 7月5日、配信ライブ、「ART POP ENTERTAINMENT PRESENTS CRUSH OF MODE -HYPER HOT SUMMER'21-#02」出演。
- 8月8日正午12:00〜、cali≠gariオフィシャルYouTubeチャンネルにて、約12時間の無料配信＜東京カリ≠ガリンピック 2021＞開催。
- 9月11日、新宿LOFTにて、「SHINJUKU LOFT KABUKI-CHO 20TH ANNIVERSARY master+mind ～PREMIUM ONE MAN～ “新宿ロフトがある風景”」開催。
- 10月23日‐12月4日、「TOUR"15"」開催。
- 12月1日、アルバム『15 (初回限定盤、通常盤)』発売。
- 12月4日、LINE CUBE SHIBUYAにて、『「TOUR 15」 FINAL -ジュウゴノヨル…高音域がカリ≠ガリする。-』開催。
- 12月23日、新宿LOFTにて、2021年最終公演「赤い夜」開催。

2022年
- 4月1日‐5月8日、『TOUR Re:15 -ジュウゴじゃない(^-^)-』開催。
- 6月28日、新宿LOFTにて、「五十一歳の約束」開催。
- 7月19日‐7月20日、7月29日‐7月30日、キネマ倶楽部、味園ユニバースにて、「キャバレーカリ≠ガリ～東京ロゼヲモンド倶楽部～」開催。
- 9月11日、新宿LOFTにて「アダルトボーイズキャバレー」開催。

2023年
- 1月21日-2月10日、「cali≠gari TOUR 16 -The Case of the Invisible Crime-」開催。
- 6月28日-11月18日、「cali≠gari 『TOUR16』」開催。

## ディスコグラフィー

### デモテープ
| インディーズ         | インディーズ                | インディーズ               | インディーズ                                                                               | インディーズ | インディーズ |
| -------------------- | --------------------------- | -------------------------- | ------------------------------------------------------------------------------------------ | ------------ | ------------ |
| タイトル             | 発売日                      | 品番                       | 備考                                                                                       | 編成         |              |
| 第1実験室            | 1994年1月28日               | MSN-001A MSN-001B          | 収録曲 1.cali+gari 2.…？ 3.BEAST OF ROMANCE 4.LOVE FOR YOU                                 | 第2期        |              |
| 洗脳                 | 1994年2月16日 1994年5月15日 | MSN-002A MSN-002B MSN-002C | 収録曲 1.IF 2.人形の家 3.夜明け前〜いなくなってしまった懐かしい人達へ〜 4.HUMAN SYSTEM     | 第2期        |              |
| 第2実験室            | 1996年8月17日               | MSN-004A MSN-004B          | 1stプレスにはBonus track「人間ポンプ」収録。2ndプレスには特典として「イサム人形」が付属。  | 第4期        |              |
| 嘔吐                 | 1997年8月21日 1997年9月30日 | MSN-005A MSN-005B          | 1stプレスは新潟JUNK BOX、2ndプレスは難波ロケッツにて行われたライブで無料配布された。       | 第5期        |              |
| オヤスミナサイ       | 1997年8月30日 1997年10月1日 | MSN-006A MSN-006B          | 1stプレスは横浜7th AVENUE、2ndプレスは名古屋MUSIC FARMにて行われたライブで無料配布された。 | 第5期        |              |
| 嘔吐・オヤスミナサイ | 1997年11月1日               | MSN-007A MSN-007B          | 上2作品を収録。水戸LIGHT HOUSEにて行われたライブで限定販売された。                         | 第5期        |              |

### CDシングル
| インディーズ                                                    | インディーズ                        | インディーズ                                                                    | インディーズ | インディーズ | インディーズ |
| --------------------------------------------------------------- | ----------------------------------- | ------------------------------------------------------------------------------- | --- | ------------ | ------------ |
| タイトル                                                        | 発売日                              | 品番                                                                            | 備考 | 編成         |              |
| 君が咲く山                                                      | 2000年5月5日                        | MSN-017A                                                                        | 期間限定生産シングル。初回限定盤は70P写真集付+特殊パッケージ仕様。 | 第6期        |              |
| メジャー                                                        |                                     |                                                                                 | |              |              |
| 第7実験室予告版〜マグロ〜                                       | 2002年4月4日                        | VICL-62                                                                         | メジャーデビューシングル。 1万枚限定販売。特典としてDVD付属、Wレーベル仕様+マイクロジャケット封入。 オリコン週間チャート最高35位。 | 第7期        |              |
| 舌先3分サイズ                                                   | 2002年10月30日                      | VICL-35433                                                                      | 初回盤は鈴木慶一セル画+舌先3分サック（コンドーム）付。 ムーンライダーズの鈴木慶一がプロデュースに参加。 オリコン週間チャート最高30位。 | 第7期        |              |
| 青春狂騒曲                                                      | 2003年2月21日                       | VICL-35473                                                                      | 完全限定生産シングル。 音楽シミュレーションゲーム「GuitarFreaks」「DrumMania」カバー収録曲。 タイトル曲は『ダウンタウンDX』2003年度12月度エンディングテーマ。 ムーンライダーズの鈴木慶一がプロデュースに参加。 オリコン週間チャート最高45位。 | 第7期        |              |
| 9 -踏-編 9 スクールゾーン編                                     | 2009年7月22日                       | VICB-35016(-踏-編) VICB-35017(スクールゾーン編)                                 | 両タイプともに初回限定盤としてリリース。 オリコン週間チャート最高7位。 | 第7期        |              |
| # 娑婆乱打編 # 東京、43時00分59秒編                             | 2011年8月24日                       | VICB-35030(娑婆乱打編) VICB-35031(東京、43時00分59秒編)                         | 両タイプともに初回限定盤としてリリース。 オリコン週間チャート最高25位。 | 第7期        |              |
| #_2 今、何故CDは売れないのか? 編 #_2 今、再結成ブームを考える編 | 2011年11月16日                      | VICB-35034(今、CDは何故売れないのか? 編) VICB-35035(今、再結成ブームを考える編) | 両タイプともに初回限定盤としてリリース。 収録曲「暗中浪漫」はジュエリーマキ『ボン・ヴィーナスパール赤 編』TV-CM曲。 オリコン週間チャート最高24位。 | 第7期        |              |
| インディーズ                                                    |                                     |                                                                                 | |              |              |
| 春の日                                                          | 2013年4月4日 2015年5月8日（桜闇盤） | MSNA-083（7inchアナログ盤） MSNB-083（CD盤） MSNC-083（桜闇盤）                 | CD盤に加え、7inchアナログ盤も同時発売。 両タイプともにタワーレコード及びライヴ会場限定流通。 オリコン週間チャート最高27位。 2015年5月8日に拡張盤となる桜闇盤が1500枚限定で発売。 収録曲 7inchアナログ盤 1. 春の日 2. ウォーキング!ランニング!ジャンピング!フライング! CD盤 1.春の日 2.ミッドナイト!ミッドナイト！ミッドナイト！ 3.dog days（岡村靖幸のカバー曲） 桜闇盤 Disc 1 2013年盤 1.春の日 2.ウォーキング！ランニング！ジャンピング！フライング！ 3.ミッドナイト！ミッドナイト！ミッドナイト！ 4.DOG DAYS 5.ウォーキング！ランニング！ジャンピング！フライング！〜ミッドナイト！ミッドナイト！ミッドナイト！ Disc 2 2015年盤 1.春の日 2.ウォーキング！ランニング！ジャンピング！フライング！ 3.ミッドナイト！ミッドナイト！ミッドナイト！ 4.春の日 1999年4月8日 中野通りにて篇 | 第7期        |              |

### 配信限定シングル
| タイトル                          | 発売日         | レーベル                   |
| マネキン/散影                     | 2010年4月14日  | ビクターエンタテインメント |
| 汚れた夜                          | 2017年4月13日  | バップ                     |
| 一つのメルヘン(Early Mix)         | 2021年10月20日 | ビクターエンタテインメント |
| ケセ/鐘鳴器                       | 2021年10月27日 | ビクターエンタテインメント |
| 腐った檸檬/そして誰もいなくなった | 2021年11月3日  | ビクターエンタテインメント |
| 嗚呼劇的/裂け目の眼               | 2021年11月10日 | ビクターエンタテインメント |
| 狂う鐫る芥 (Busy ver.)            | 2022年12月1日  | missitsu neurose           |
| グッド・バイ(明日カノ ドラマver.) | 2023年6月28日  | ビクターエンタテインメント |
| だから京都は嫌いです              | 2023年8月4日   | missitsu neurose           |

### CDアルバム
| インディーズ                                       | インディーズ                                               | インディーズ                                               | インディーズ | インディーズ |
| -------------------------------------------------- | ---------------------------------------------------------- | ---------------------------------------------------------- | --- | ------------ |
| タイトル                                           | 発売日                                                     | 品番                                                       | 備考 | 編成         |
| 第3実験室                                          | 1998年6月6日                                               | MSN-009A                                                   | 1,000枚限定販売。3面デジパック仕様、シリアルNo.入り保証書付。 ボーナストラック「スカトロ」収録。 ラヴィアンローズ、YA-SU(GRASS)、岩瀬聡志、本多芳光らがゲスト参加。 収録曲 1.ドラマ「リンチ」 2.リンチ 3.誘蛾燈 4.冷たい雨 5.スカトロ | 第5期        |
| 第3実験室 改訂版                                   | 1998年11月4日                                              | MSN-009B                                                   | 『第3実験室』のリマスタリング盤。 収録曲 1.ドラマ「リンチ」 2.リンチ 3.誘蛾燈 4.冷たい雨 | 第5期        |
| 第4実験室                                          | 1998年12月12日                                             | MSN-011A                                                   | 2,500枚限定販売。3面デジパック仕様、シリアルNo.入り保証書付。 収録曲 1.カリ≠ガリのコマーシャル「第3実験室」改訂版 2.サイレン 3.発狂チャンネル 4.僕は子宮 5.カリ≠ガリのコマーシャル「走馬燈」 6.夜行列車 7.ハクセイ 8.グッド・バイ | 第5期        |
| 第5実験室 予告版                                   | 1999年6月27日                                              | MSN-013A                                                   | 完全限定生産盤(1,000枚限定販売)。段ボール製「パッケージ工作キット」仕様。 シークレットトラックに「○○○○○○」収録。 | 第5期        |
| 第5実験室                                          | 1999年12月12日                                             | MSN-013B                                                   | 5,000枚限定販売。3面デジパック仕様、シリアルNo.入り保証書付き。 この作品から誠がレコーディングに参加しているが、「せんちめんたる」及び「月夜の遊歩道」のドラムは松井克弥が演奏したものが使用されている。 | 第6期        |
| 第4実験室 改訂版                                   | 2000年1月27日                                              | MSN-011C                                                   | 『第4実験室』のリマスタリング盤。「禁色」(オムニバスアルバム『forbidden Pleasure volume 1』収録Ver.及びSG系Ver.とは異なるバージョン)を追加収録。 この作品のリリース時には誠が加入しているためメンバーとしてクレジットされているが、レコーディングには参加しておらず、ドラムは松井克弥が演奏したものが使用されている。 収録曲 1.サイレン 2.発狂チャンネル 3.僕は子宮 4.ドラマ「禁色」 5.禁色 6.夜行列車 7.ハクセイ 8.グッド・バイ | 第5期        |
| ブルーフィルム                                     | 2000年7月7日                                               | MSN-020A                                                   | 通称エロアルバム。SPパッケージ+22P特殊ブックレット仕様。 | 第7期        |
| 再教育(左) 再教育(右)                              | 2001年1月1日                                               | MSN-002C(左) MSN-004C(右) MSN-021C(会場盤)                 | 第6期以前に桜井青が作詞・作曲した楽曲を第7期メンバーで再録した作品。「(左)」と「(右)」の2タイトル同時発売。 一般流通盤の他に、「(左)」と「(右)」が2枚組になったライブ会場限定パッケージも存在する。 | 第7期        |
| 第6実験室 予告版                                   | 2001年3月21日                                              | MSN-023A                                                   | 期間限定生産盤。特殊スリーブケース+SPサイズブックレット仕様。 シークレットトラックに「空想カニバル(仮)」収録。 | 第7期        |
| 第6実験室                                          | 2001年5月10日                                              | MSN-023B                                                   | 初回盤は予告版収納ジャケ封入+トレーディング歌詞カード仕様。追加プレス盤は冷蔵庫缶バッジ封入+トレーディング歌詞カード仕様。 | 第7期        |
| ブルーフィルム 2nd                                 | 2001年8月4日                                               | MSN-020B                                                   | 『ブルーフィルム』のリマスタリング盤。特典にコンドーム付。 一部楽曲が再録されている他、ボーナストラックとして「真空回廊 TAKAJUN's Grabity-Free Remix」収録。 | 第7期        |
| カリガリじゃないじゃない(T_T)                      | 2001年12月20日                                             | MSN-026A〜D                                                | メンバーそれぞれのソロ作品を収録した4枚組の企画盤。8,000セット限定。 収録曲 千葉市（石井秀仁ソロ） 1.俺の血2.14〜You made me only shallow~ 2.メルトロンPAPU 3.No concept but good song. スカイドン（桜井青ソロ） 1.ROUTE16 2.壊れた影絵 3.恋人はラムネ色 MKG（村井研次郎ソロ） 1.Seashore Bassnap 2.Falling Angel 3.True Love (有)高井戸工場（武井誠ソロ） 1.魅惑のバリ 2.ポチの昼下がり 3.ハローグッバイ! | 第7期        |
| メジャー                                           |                                                            |                                                            | |              |
| 第7実験室                                          | 2002年5月22日                                              | VICL-60879                                                 | 初回出荷分のみダブルブックカバー仕様。 オリコン週間チャート最高28位。 | 第7期        |
| 第2実験室 改訂版                                   | 2002年7月12日                                              | MSN-031B                                                   | 『第2実験室』を第7期メンバーで再録した作品。ボーナストラックとして新曲「夏の日」収録。 当時既にメジャーデビューしていたが、インディーズからの発売となった。 | 第7期        |
| 8                                                  | 2003年3月5日                                               | VICL-61079                                                 | 初回盤はお腹が冷えない腹巻きブックケース仕様。 ムーンライダーズの鈴木慶一がプロデュースに参加。 オリコン週間チャート最高63位。 | 第7期        |
| グッド、バイ。                                     | 2003年6月22日                                              | VIZL-84（初回盤） VICL-61166（通常盤）                     | ベストアルバム。初回盤はレア音源を3曲収録した8cmCD付。 新曲を2曲収録している他、全曲リマスタリング、一部楽曲を再録。 オリコン週間チャート最高60位。 | 第7期        |
| カリ≠ガリの世界                                    | 2009年5月20日                                              | VIZB-3（初回盤） VICB-60043（通常盤）                      | ベストアルバム。初回盤には受注生産限定で販売されたビデオ『実録！新宿コマし屋〜2002〜師走』をDVD化したものが付属。 オリコン週間チャート最高11位。 | 第7期        |
| 10                                                 | 2009年8月26日                                              | VIZB-4（初回盤） VICB-60049（通常盤）                      | 初回盤はDVD付。 特定の店舗で購入すると、先着で桜井青江オリジナルプロマイドが配布された。 オリコン週間チャート最高23位。 | 第7期        |
| ≠（ジュウイチジャナイ）                            | 2010年3月17日                                              | VIZB-10（姑息盤） VIZB-9（卑劣盤） VICB-60054（良心盤）    | 姑息盤は本作発売時点で発表されていた全ビデオクリップを収録したDVD付。卑劣盤はライブ映像と秘蔵ドキュメントが収録されたDVD付。 オリコン週間チャート最高15位。 | 第7期        |
| インディーズ                                       |                                                            |                                                            | |              |
| 再教育 改訂版                                      | 2011年2月11日                                              | MSND-021                                                   | 『再教育』を全曲リマスタリングし、オリジナル盤発売当時のライブ映像を収録したDVDが付属した改訂版。ファンクラブとタワーレコード限定で販売された。 | 第7期        |
| メジャー                                           |                                                            |                                                            | |              |
| 11                                                 | 2012年1月11日                                              | VIZB-17（初回盤） VICB-60081（通常盤）                     | 初回盤はDVD付。 初回盤には「断券」、通常盤には「禁券」が付属しており、両方を会場に持参するとイベント「禁断の握手会」に参加することができた。 特定の店舗で初回盤と通常盤を同時購入すると、武井誠が全収録曲のボーカルを担当した「11」が配布された。 オリコン週間チャート最高12位。 収録曲 1.吐イテ棄テロ 2.JAP ザ リパー 3.娑婆乱打 4.コック ア ドゥードゥル 5.その斜陽、あるいはエロチカ 6.アイアイ 7.初恋中毒 8.すべてが狂ってる ~私は子供が嫌いです 編~ 9.暗中浪漫 10.最後の宿題 11.東京、40時29分59秒 | 第7期        |
| インディーズ                                       |                                                            |                                                            | |              |
| 1                                                  | 2013年6月22日（狂信盤） 2013年7月10日（良心盤）            | MSNA-085（狂信盤） MSNB-085（良心盤）                      | セルフカバーミニアルバム。 FC会員限定販売の狂信盤は、収録曲のスタジオライブ映像を収録したDVD付。 オリコン週間チャート最高74位。 収録曲 CD 1.ギロチン 2.失禁 3.-187- 4.クソバカゴミゲロ 5.37564。 6.サイレン 7. スタジオセッション ギロチン～失禁～-187-～クソバカゴミゲロ～37564。～サイレン（狂信盤のみ収録） DVD（狂信盤のみ付属） 1. スタジオセッション (ギロチン～失禁～-187-～クソバカゴミゲロ～37564。～サイレン) | 第7期        |
| 2                                                  | 2013年11月1日（狂信盤） 2013年11月6日（良心盤）            | MSNA-087（狂信盤） MSNB-087（良心盤）                      | セルフカバーミニアルバム。 FC会員限定販売の狂信盤は、収録曲のスタジオライブ映像を収録したDVD付。 オリコン週間チャート最高122位。 収録曲 CD 1.その行方 徒に想う… 2.ギャラクシー 3.かじか 4.ダ・ダン・ディ・ダン・ダン 5.虜ローラー ～スタジオセッション～（狂信盤のみ収録) 6.その行方 徒に想う… 7.ギャラクシー 8.かじか 9.ダ・ダン・ディ・ダン・ダン 10.虜ローラー DVD（狂信盤のみ付属） 1.スタジオセッション (その行方 徒に想う…～ギャラクシー～かじか～ダ・ダン・ディ・ダン・ダン～虜ローラー) | 第7期        |
| メジャー                                           |                                                            |                                                            | |              |
| 12                                                 | 2015年3月11日                                              | COZP-1021〜1022（狂信盤） COCP-39034（良心盤）             | 狂信盤はDVD付。 ジャケットには日本コロムビアのマスコットキャラクター「コロちゃん」を起用。 タワーレコード及びHMV、TSUTAYAなどの販売店で本作を購入すると、特典として店舗別絵柄のポスターもしくはポストカードが配布された。 収録曲 CD 1.わるいやつら 2.脳核テロル 3.颯爽たる未来圏 4.セックスと嘘 5.トゥナイトゥナイ ヤヤヤ 6.ギムレットには早すぎる 7.とある仮想と 8.紅麗死異愛羅武勇 9.バンバンバン 10.フィラメント 11.あの人はもう来ない 12.さよならだけが人生さ DVD（狂信盤のみ付属） 「初回特典のために半ば強制的に制作しなくてはいけなくなった割に沢山の協力者によって大分面白くなったと思われるノープランDVD」 （メンバー×ゲストドラマー対談、メンバーインタビュー、ジャケット撮影メイキング収録） | 第8期        |
| インディーズ                                       |                                                            |                                                            | |              |
| 憧憬、睡蓮と向日葵                                 | 2016年4月13日 2016年6月24日                                | MSNA-098                                                   | 狂信盤はDVD付、三方背BOX、特殊CDケース、28ページカバー付き歌詞カード、76ページ写真集“盗撮、睡蓮と向日葵”付き。追加レコーディング/リアレンジ/リミックス/リマスタリングが施されている 収録曲 CD 1.薫風、都会、行き行きて 2.ギラギラ 3.陽だまり炎 4.蜃気楼とデジャヴ 5.アレガ☆パラダイス 6.憧憬、睡蓮と向日葵 DVD（狂信盤のみ付属） 「実録、睡蓮と向日葵」 製作ドキュメント “実録、睡蓮と向日葵” The beginning of summer TOUR2016 “憧憬、睡蓮と向日葵”初日ダイジェスト Live at 2016.4.23 横浜BAY HALL カリ≠ガリのCM“憧憬、睡蓮と向日葵”15秒/56秒 | 第8期        |
| メジャー                                           |                                                            |                                                            | |              |
| 13                                                 | 2017年5月10日                                              | VPCC-81951（狂信盤） VPCC-80690（良心盤）                  | 狂信盤はBlu-ray付き、魔夜峰央描き下ろし「アスタロト」ジャケット。 2017年4月13日に「汚れた夜」のアレンジ違いが先行配信された。 収録曲 CD 1. 0’13” I 2. ゼロサムゲーム 3. トカゲのロミオ 4. 汚れた夜 -暗夜行路篇- 5. トイレでGO! 6. 色悪 7. 0’13” II 8. 三文情死エキストラ 9. 一切を乱暴に 10. ファニソン 11. 落花枝に帰らず破鏡再び照らさず 12. 0’13” III 13. 深夜、貨物ヤード裏の埠頭からコンビナートを眺めていた Blu-ray（狂信盤のみ付属） 動く!?レコーディング表 ～13できるかな??～ | 第8期        |
| インディーズ                                       |                                                            |                                                            | |              |
| 3                                                  | 2018年3月14日（渡邉盤） 2018年4月25日（良心盤）            | MSNA-113（渡邉盤） MSNB-113（良心盤）                      | セルフカバーミニアルバム。 原曲は全て桜井青のボーカルだったが、石井秀仁によって歌い直された。 渡邉盤は、スリーブ付き特殊オリジナルパッケージ仕様、渡邉眼鏡商店とのコラボ職人眼鏡拭き封入。 2018年3月14日に発売記念GIGが新宿LOFTにて行われた。 収録曲 1.破れた電報 2.新宿ヱレキテル 3.コバルト 4.君と僕 5.空も笑ってる 6.腐った魚 | 第8期        |
| 4                                                  | 2018年4月4日（安眠盤） 2018年4月25日（良心盤）             | MSNA-114（安眠盤） MSNB-114（良心盤）                      | セルフカバーミニアルバム。 全曲がジャズアレンジとなっている。 安眠盤は、スリーブ付き特殊オリジナルパッケージ仕様、巨大リーフレット封入。 収録曲 1.誘蛾灯 2.さよなら、スターダスト 3.君が咲く山 4.月光ドライブ 5.わずらい | 第8期        |
| 14                                                 | 2018年12月19日（狂信盤、良心盤） 2019年1月14日（グラフ盤） | MSNA-120（狂信盤） MSNB-120（グラフ盤） MSNC-120（良心盤） | 狂信盤はDVD付き。 グラフ盤はハイレゾ音源、特典映像がダウンロード可能なエムカード+ムック本（CD、DVDなし）仕様。 3形態全てにエムカードが付属してあり、期間中にライブ会場へ持っていくとミニアルバム「0」と交換ができる。 当初は2018年12月12日にバップより発売予定だったが、諸事情によりインディーズでの流通となった。 収録曲 CD 1.カメラ オブスキュラ 2.マシンガンララバイ 3.天国で待ってる 4.拝啓＝BGM 5.飛燕騒曲 6.動くな！死ね！甦れ！ 7.月白 8.火葬遊戯 9.いつか花は咲くだろう 10.死は眠りを散歩する DVD（狂信盤のみ付属） 「狂信盤特典とは言ったものの当初決定していたプランが諸事情により制作出来なくなった割にはしたためた雑多な映像によって大分豪華になったと思われるノープランDVD」 1.トイレでGO! 【MV】 2.水になる石井秀仁‼︎ 例のプールを蹂躙する美しき罪‼︎ -完全版- 3.セルフカヴァーミニアルバム 「３」発売記念GIG@3/14(水) 新宿LOFT グラフ盤 ・「14」ハイレゾ音源 ・トイレでGO! 【MV】 ・天国で待ってる PVメイキング ・セルフカヴァーミニアルバム 「３」発売記念GIG@3/14(水) 新宿LOFT | 第8期        |
| メジャー                                           |                                                            |                                                            | |              |
| この雨に撃たれて                                   | 2019年8月28日                                              | VIZL-1638（夕立盤） VIZL-1639（秋雨盤）                    | 夕立盤はアルバム「10」のリミックス+新録の「10-Rebuild-」付き。 秋雨盤はDVD付き。 7年半ぶりにビクターからのリリース。 「冷たい雨」、「続、冷たい雨」に続く雨三部作となる。 収録曲 Disc-1 1.この雨に撃たれて 2.冷たい雨 3.続、冷たい雨 4.続、冷たい雨〜冷たい雨 夕立盤 【特典】特別教材1週間でマスター！ボーカリスト養成講座 ※課題曲教材 5.この雨に撃たれて ※自由曲 6.冷たい雨 7.続、冷たい雨 秋雨盤 5.この雨に撃たれて（店内BGM ショートver.） 6.この雨に撃たれて（店内BGM ロングver.） Disc-2 夕立盤 CD 10 -Rebuild- 秋雨盤 DVD 映像集 “この雨に撃たれて”に関する様々な映像を雑多にまとめた映像集 M1.この雨に撃たれて / カリ≠ガリのコマーシャル M2.この雨に撃たれて / ライブMV 2019.06.23＠豊洲PIT M3.カリ≠ガリの撮影会 M4.桜井さんのひとりレコーディング日記 | 第8期        |
| インディーズ                                       |                                                            |                                                            | |              |
| “ある職業病への見解と、それに伴う不条理な事象とか” | 2019年12月11日                                             | MSNB-128                                                   | 収録曲 1. ヘルニアI 2. 晴天仕掛けのルサンチマン 3. ヘルニアII 4. ヘルニアIII 5. 夢遊病 6. ヘルニアIV |              |
| メジャー                                           |                                                            |                                                            | |              |
| ブルーフィルム -Revival-                           | 2020年9月30日                                              | VIZL-1799 VICL-65428                                       | 収録曲 1. Sex On The Beach 2. エロトピア 3. ミルクセヰキ 4. ポラロイド遊戯 5. 音セックス2020 6. デリヘルボーイズ!デリヘルガールズ! 7. 真空回廊 8. 原色エレガント 9. さかしま 10. ブルーフィルム |              |
| インディーズ                                       |                                                            |                                                            | |              |
| 【15 予告版】                                      | 2021年2月10日                                              | MSNA-130 MSNB-130                                          | 収録曲 1. カリ≠ガリのコマーシャル 2. 腐ったレモン 3. ケセ 4. 鐘鳴器 5. そして誰もいなくなった |              |
| メジャー                                           |                                                            |                                                            | |              |
| 15                                                 | 2021年12月1日                                              | VIZL-1979 VICL-65593                                       | 収録曲 1. 一つのメルヘン 2. ハイ! 3. 嗚呼劇的 4. ケセ 5. 裂け目の眼 6. 腐った檸檬 7. ニンフォマニアック 8. 鐘鳴器 9. 100年の終わりかけ 10. この雨に撃たれて -死すれども冠を捨てず篇- 11. そして誰もいなくなった 12. 四畳半漂流記 13. 光と影 -His Master’s Voice- |              |
| インディーズ                                       |                                                            |                                                            | |              |
| 忙しい人のためのA.B.C.                             | 2022年10月21日                                             | MSND-137                                                   | 限定発売 収録曲 1. A.B.C. (Busy ver.) 2. 誘蛾燈 -2018 Outtake- (Busy ver.) 3. カリ≠ガリのコマーシャル〝だから京都は嫌いです〟 4. 夜陰に乗じて (Busy ver.) 5. 東京ロゼヲモンド倶楽部 -2022 Brand-New- (Busy ver.) 6. そのまんま、KISS (Busy ver.) 7. カリ≠ガリのコマーシャル〝A.B.C.〟 8. 誘蛾燈 (Live at 味園ユニバース, 大阪, 20220730) 9. そのまんま、KISS (Live at 味園ユニバース, 大阪, 20220730) |              |
| メジャー                                           |                                                            |                                                            | |              |
| 16                                                 | 2023年6月21日                                              | VIZL-2201:狂信盤 VICL-65849:良心盤                         | 収録曲 1. いかようの重罪にもおよぶべくところ、すべよく切腹仰せつけられ、ありがたく存じ奉る… 2. 切腹 -life is beautiful- 3. 禁断の高鳴り 4. 狂う鐫る芥 5. 赤色矮星 6. 脱兎さん 7. 紫陽花の午後 8. 夜陰に乗じて 9. 果て描く真っ平な日差し 10. 燃えろよ燃えろ 11. Engaging Universe 12. 銀河鉄道の夜 |              |

### 限定流通音源（FC限定・ライブ会場限定他）
| タイトル                                                | 発売日                  | 品番     | 備考 | 編成   |
| 第4実験室 補足版                                        | 1998年12月12日          | MSN-011B | 1998年12月12日に新宿LOFTにて行われた、初のワンマンライブ『夢見る分裂少年の妄想仕掛けな無差別テロ 第1号』の来場者に配布。 収録曲 1.禁色（SG系バージョン） | 第5期  |
| 極秘                                                    | 2002年3月14日           | MSN-033A | FC更新特典。5曲入りのライブアルバム。 収録曲 1.-187- 2.せんちめんたる 3.発狂チャンネル 4.フラフラスキップ 5.ゼリー | 第7期  |
| ただいま。enf disco dub MIX edit                        | 2002年4月3日            | MSN-030A | 2002年4月3日に渋谷公会堂にて行われたライブ『アバウトインディーズぅ?≒メジャーぁみたいな?2デイズライブ〜about Indies? ≒ major mitaina ? 2days live〜』の来場者に配布。CDではなくソノシートである。 第6実験室収録曲「ただいま。」のリミックスバージョン。 | 第7期  |
| 若草色のシミーズ                                        | 2002年4月4日            | MSN-030B | 2002年4月4日に渋谷公会堂にて行われたライブ『アバウトインディーズぅ?≒メジャーぁみたいな?2デイズライブ〜about Indies? ≒ major mitaina ? 2days live〜』の来場者に配布。CDではなくソノシートである。 「桜井青江」名義での作品。後にベストアルバム「グッド、バイ。」の初回特典ディスクに収録。 | 第7期  |
| 第2実験室 改訂予告版                                    | 2002年5月29日           | MSN-031A | FOOL'S MATE2002年7月号の付録CD。 | 第7期  |
| 続、冷たい雨                                            | 2010年2月11日           | MSNA-057 | 2010年2月11日に日本武道館にて行われたライブ『売り切れません、此処だけは----。マストライブ「解体」』の来場者に配布。 | 第7期  |
| トレーションデモンス                                    | 2010年3月14日           | MSNA-059 | 2010年度FC更新特典。 収録曲 1.トレーションデモンス | 第7期  |
| 狂人日記                                                | 2011年3月14日           | MSNA-066 | 2011年度FC更新特典。 収録曲 1.狂人日記 | 第7期  |
| ハイカラ・殺伐・ハイソ・絶賛（ニュウ Ver.）             | 2011年10月12日〜        | MSNA-067 | 2011年に行われたライブツアー『GIVES』に来場したFC会員を対象に配布。 会場によって配布されるCDは異なっており、「ハイカラ・殺伐・ハイソ・絶賛」もしくは「デジタブルニウニウ」のいずれかが配布された。いずれもアルバム『第7実験室』収録曲のリメイク。 収録曲 1.ハイカラ・殺伐・ハイソ・絶賛（ニュウ Ver.） | 第7期  |
| デジタブルニウニウ（ニュウ Ver.）                       | 2011年10月12日〜        | MSNA-068 | 2011年に行われたライブツアー『GIVES』に来場したFC会員を対象に配布。 会場によって配布されるCDは異なっており、「ハイカラ・殺伐・ハイソ・絶賛」もしくは「デジタブルニウニウ」のいずれかが配布された。アルバム『第7実験室』収録曲のリメイク。 収録曲 1.デジタブルニウニウ（ニュウ Ver.） | 第7期  |
| ゼンブ・イレブン・タブン・ヘブン～第2部～               | 2012年4月4日～          | MSNA-077 | FC入会特典CD。 2012年3月1日にZepp Tokyoにて行われた、FC会員限定ライブ『ゼンブ・イレブン・タブン・ヘブン』第2部のライブ音源が収録されている。 収録曲 1.エロトピア 2.ミルクセヰキ 3.禁色 4.「依存」という名の病気を治療する病院 5.-踏- 6.僕≠僕 7.発狂チャンネル 8.マッキーナ 9.混沌の猿 10.冬の日 11.東京病 12.グッド・バイ | 第7期  |
| さよなら、スターダスト                                  | 2012年8月23日～         | MSNA-080 | 2012年に行われたライブツアー『ただいま、インディーズぅ？さよなら、ビクターぁ？』の新木場STUDIO COAST初日公演、名古屋ボトムライン公演、なんばHatch公演の来場者に配布。 収録曲 1.さよなら、スターダスト | 第7期  |
| 夏の日（ニュウ Ver.）                                   | 2012年8月26日           | MSNA-081 | 2012年に行われたライブツアー『ただいま、インディーズぅ？さよなら、ビクターぁ？』の新木場STUDIO COAST2日目公演の来場者に配布。アルバム『第2実験室 改訂版』収録曲のリメイク。 収録曲 1.夏の日（ニュウ Ver.） | 第7期  |
| 密室 ザ☆ベストイレブン                                  | 2012年11月11日          | MSNA-082 | 2012年11月11日にZepp DiverCity Tokyoにて行われたライブ『密室 ザ☆ベストイレブン』終了後に、FC会員を対象として行われたイベント『カリ≠ガリの中打ち！』の来場者に配布。 アルバム『第6実験室』収録曲のリメイク。 収録曲 1.近代的コスメ唱歌（ニュウ Ver.） | 第7期  |
| 淫美まるでカオスな                                      | 2013年9月               | MSNA-086 | 2013年度FC更新特典。 収録曲 1.淫美まるでカオスな | 第7期  |
| 非金属の夜 20130927 SHIBUYA O-EAST                      | 2014年2月1日・2日       | MSNA-089 | 2014年2月1日 - 2日に舞浜アンフィシアターにて行われた『東京カリ≠ガリランド』にて配布。 同公演のFC会員限定販売2日間公演チケット〈FC通し券〉特典。 2013年9月27日に渋谷O-EASTにて行われたライブ『禁色ーFORBIDDEN COLOURSー 非金属の夜』のライブ音源が収録されている。 収録曲 1.オープニング 2.エロトピア 3.ママゴトセンター 4.まほらば憂愁 5.ギャラクシー 6.フラフラスキップ 7.禁色 8.月光ドライブ 9.ダ・ダン・ディ・ダン・ダン 10.その斜陽、あるいはエロチカ 11.暗中浪漫 12.最後の宿題 13.さよなら、スターダスト 14.マッキーナ 15.クソバカゴミゲロ 16.ゼリー 17.37564。 18.SE〜その行方 徒に想う… 19.マネキン 20.ブルーフィルム | 第7期  |
| 新しい新曲デモバージョンCD-R「トゥナイトゥナイ ヤヤヤ」 | 2014年2月1日・2日       | -        | 2014年2月1日・2日に舞浜アンフィシアターにて行われたライブ『東京カリ≠ガリランド』オフィシャルバスツアー利用者に配布されたCD-R。 収録曲 1.トゥナイトゥナイ ヤヤヤ（デモバージョン） | 第7期  |
| トゥナイトゥナイ ヤヤヤ                                 | -                       | MSNA-093 | FC会員限定販売DVD『東京カリ≠ガリランド 2014.02.01 - 02 狂信盤』（MSNA-091/092）に特典CDとして封入。 収録曲 1.トゥナイトゥナイ ヤヤヤ | 第7期  |
| 狂眩                                                    | 2014年12月30日～        | MSNA-090 | 2014年度FC更新特典。シングル『舌先3分サイズ』にシークレットトラックとして収録されていた「クピポ」が元曲。 収録曲 1.狂眩 | 第7期  |
| キセキニイル                                            |                         | MSNA-097 | 2015年度FC更新特典。 収録曲 1.キセキニイル | 第８期 |
| みんなのはっきょう                                      | 2015年11月7日〜11月28日 |          | 2015年に行われたライブ 『シリーズ“街”本八幡発狂』にてグッズ購入者に配布されたCD-R。 2016年に行われたライブツアー『TOUR 2016 "憧憬、睡蓮と向日葵”』の全会場でアンコールに演奏され、観客の発狂とともに収録。のちにシングル『みんなの発狂』として発売された。 収録曲 1.みんなのはっきょう | 第８期 |
| 残響、睡蓮と向日葵                                      | 2016年6月24日           | MSNA-099 | 2016年に行われたライブツアー『TOUR 2016 憧憬、睡蓮と向日葵』のEX THEATER ROPPONGI 公演来場者に配布。 同ツアーの高崎club FLEEZのライブ音源が収録された。 収録曲 1.薫風、都会、行き行きて 2.ギラギラ 3.陽だまり炎 4.蜃気楼とデジャヴ 5.アレガ☆パラダイス 6.憧憬、睡蓮と向日葵 7.キセキニイル(ライブアレンジver.) | 第８期 |
| キル                                                    |                         | MSNA-103 | 2016年度FC更新特典。 収録曲 1.キル | 第８期 |
| マグロ                                                  | 2017年9月2日            | MSNA-107 | シングル『第7実験室予告版〜マグロ〜』のリメイク。 2017年に行われたツアー『TOUR Re:13 -The worst foe you meet would be always you yourself-』の2017年9月2日 umeda TRADにて配布された。 収録曲 1.マグロ ー電車は急に止まれない篇ー | 第８期 |
| 舌先3分サイズ                                           | 2017年9月9日            | MSNA-108 | シングル『舌先3分サイズ』のリメイク。 2017年に行われたツアー『TOUR Re:13 -The worst foe you meet would be always you yourself-』の2017年9月9日 名古屋ボトムラインにて配布された。 収録曲 1.舌先3分サイズ ver2.0 | 第８期 |
| 青春狂騒曲                                              |                         | MSNA-109 | シングル「青春狂騒曲」のリメイク。 2017年に行われたツアー『TOUR Re:13 -The worst foe you meet would be always you yourself-』の2017年9月23日 日比谷野外音楽堂にて配布された。 収録曲 1.青春狂騒曲 ー凌雲立志篇ー | 第８期 |
| ラストダンス                                            | 2018年5月1日〜          | MSNA-112 | 2017年度FC更新特典。 収録曲 1.ラストダンス | 第８期 |
| 群ら咲き                                                | 2018年6月1日〜          | MSNA-115 | 2018年度FC更新特典。アルバム『第5実験室』収録曲「カラス」が原曲。 収録曲 1.群ら咲き | 第８期 |
| オヤスミナサイ                                          | 2018年9月11日           | MSNA-117 | アルバム『第2実験室』収録曲のリメイク。 DVD『オヤスミナサイ____。△15th Caliversary 2018 LAST GIGS 2018.04.04 ディファ有明』不眠盤の購入者にのみCD特典として付属され、ボーナストラックにはツアー「Re:13」で配布された3曲も収録された。 収録曲 1.オヤスミナサイ ー22年前の僕へ篇ー 【シングル発売十五周年記念・ボーナストラック】 2.マグロ ー電車は急に止まれない篇ー 3.舌先3分サイズ ver.2.0 4.青春狂騒曲 ー凌雲立志篇ー | 第８期 |
| 「0」                                                   | 2019年1月14日〜9月28日  | MSNA-121 | 黎明期(第1期、第2期)のデモテープ音源、未発表曲の再録CD。 アルバム「14」に付属されている引換券、チケットの半券と引き換えで期間中に行われたライブ会場にて贈呈された。 収録曲 1.入口 2.IF 3.禁色 4.悪夢 5.人形の家 6.LOVE 4 U 7.出口 | 第８期 |
| ヘルニア                                                | 2019年6月23日〜         | MSNA-123 | 2019年6月23日に豊洲PITにて行われたライブ「祝・活動休止十六周年記念！『10years』」にてパンフレットとセットで発売された。 この曲は復活十周年記念応援ソングとなっている。 収録曲 1.ヘルニア | 第８期 |
| 暗い日曜日                                              | 2019年7月1日            | MSNA-125 | 2019年度FC更新特典。 収録曲 1.暗い日曜日 | 第８期 |

### 映像作品
| インディーズ                                           | インディーズ                                       | インディーズ                                                         | インディーズ | インディーズ | インディーズ |
| ------------------------------------------------------ | -------------------------------------------------- | -------------------------------------------------------------------- | --- | ------------ | ------------ |
| タイトル                                               | 発売日                                             | 品番                                                                 | 備考 | 編成         |              |
| 視聴覚集「走馬燈」                                     | 1998年8月8日                                       | MSN-008A MSN-008B                                                    | 第2期 - 第5期のメンバーでのライヴ映像と楽屋風景を収録したVHS。 収録曲 1.cali＋gari 2.IF 3.HUMAN SYSTEM 4.LOVE FOR YOU 5.SOCIAL FANATIC 6.ギロチン 7.通り魔の季節 8.人間ポンプ 9.嘔吐 10.オヤスミナサイ 11.夜行列車（メルヘンポップバージョン） | 第5期        |              |
| 視聴覚集「冬の日」                                     | 1999年12月27日                                     | MSN-016A                                                             | 冬の日のミュージックビデオを収録したVHS。 撮影場所は主に新宿、中野駅、高田馬場。撮影・編集・演出はTechnical Art Unit、スタッフロール曲はゼリー。 | 第6期        |              |
| 視聴覚集「プロモーション(1)」                          | 2000年5月19日                                      | MSN-018A                                                             | 第5実験室収録曲「歪んだ鏡」「弱虫毛虫」「冬の日（リメイクヴァージョン）」のミュージックビデオとメイキングフィルムを収録したVHS。 | 第6期        |              |
| ジュウスィー☆ナイツ                                    | 2001年1月1日                                       | -                                                                    | ライカエジソンで『再教育』(右)と(左)を同時購入した際に先着で配布されたVHS。3曲入のカヴァーライブビデオ。 | 第7期        |              |
| 実録!新宿コマし屋〜2002〜師走                          | -                                                  | MSN-036A                                                             | 2002年12月21日に新宿コマ劇場にて行われたライブ『新宿コマし屋〜2002〜師走』を収録したVHS。受注生産限定販売。 後にアルバム『カリ≠ガリの世界』初回盤の特典DVDに収録。 | 第7期        |              |
| メジャー                                               |                                                    |                                                                      | |              |              |
| 休                                                     | 2003年9月21日                                      | VIBL-146                                                             | 2003年6月22日に日比谷野外音楽堂にて行われた活動休止前最後のライブ『青春特急、都へ!〜天国発野音行き〜』収録映像及び当日のオフショット映像等を収録したDVD。 オリコン週間チャート最高61位。 | 第7期        |              |
| 從 LIVE at 20090620_ZEPP TOKYO + 20090906_STUDIO COAST | 2009年12月2日                                      | VIZB-7（初回生産限定盤） VIZB-9（通常盤）                            | 2009年6月20日にZepp Tokyoにて行われた活動再開ライブ、9月6日に新木場STUDIO COASTにて行われたライブの模様を収録した2枚組DVD。 初回盤のみライブ映像とドキュメント映像を収録したボーナスディスクを加えた3枚組となっている。 特定の店舗で購入すると、先着で武井誠のデビューシングル『はからず mo ワンモア・キッス』が配布された。 オリコン週間チャート最高32位。 | 第7期        |              |
| インディーズ                                           |                                                    |                                                                      | |              |              |
| 解体                                                   | 2010年8月1日                                       | MSNA-060〜063                                                        | 4枚組DVD-BOX。FC会員限定販売。 2010年2月11日に日本武道館にて行われたライブ『売り切れません、此処だけは----。マストライブ「解体」』収録映像とメイキング、2010年3月16日に新宿LOFTにて行われたライブ『＜マネー￥金＞』のライブ映像等が収録されている。 | 第7期        |              |
| カリ≠ガリの仕事2011                                    | 2012年4月4日                                       | MSNA-070〜074                                                        | 5枚組DVD-BOX。FC会員限定販売。 2011年4月4日にZepp Tokyoにて行われた、FC会員限定ライブ『純一じゃないじゃない!』や、2011年6月18・19日に日比谷野外音楽堂にて行われた、ツーデイズライブ『真梅雨の野外 ～再起Do？～』のライブ映像、メイキング等が収録されている。 | 第7期        |              |
| 不完全盤「ゼンブ・イレブン・タブン・ヘブン」           | 2012年8月23日                                      | MSNA-076〜078                                                        | 2012年3月1日にZepp Tokyoにて行われたライブ『ゼンブ・イレブン・タブン・ヘブン』の模様を収録したライブDVD。 2012年に行われたライブツアー『ただいま、インディーズぅ？ さよなら、ビクターぁ？』の会場限定で販売された。 同ライブの第1部の模様を収録したライブCDも封入されている。 表記が不完全盤となっているのは、第2部の模様を収録したライブCDが本作に封入されていない為である（FCの入会特典として配布されており、それを含めて完全盤となる）。                                                                                         | 第7期        |              |
| カリ≠ガリの仕事2012                                    | 2013年6月30日                                      | MSNA-084                                                             | 3枚組DVD-BOX。FC会員限定販売。 2012年11月11日にZepp Divercityにて行われたライブ『密室 ザ☆ベストイレブン』のライブ映像、オリジナル企画番組『石井秀仁の行ってくるくる！』等が収録されている。 | 第7期        |              |
| 死せる青春                                             | 2014年4月18日(会場限定盤)・2014年10月8日（良心盤） | MSNA-088（会場限定盤） MSNB-088（良心盤）                            | 2013年6月22日に日比谷野外音楽堂にて行われたライブ『caliversary in YAON“2003-2013”「死せる青春」Days which made adolescence,and…』の模様を収録したライブDVD。 2014年に開催された全国ライブツアー『科学と学習』公演会場にて〈会場限定盤〉を販売。〈会場限定盤〉には同公演のライブ音源を収録した2枚組CD付。 2014年10月にDVDのみの一般流通商品〈良心盤〉を発売。 | 第7期        |              |
| 東京カリ≠ガリランド                                    | 2014年9月27日（狂信盤）・2014年10月8日（良心盤）   | MSNA-091/092（狂信盤） MSNB-091（良心盤初日） MSNB-092（良心盤楽日） | 2014年2月1日・2日に舞浜アンフィシアターにて行われたライブ『東京カリ≠ガリランド』の模様を収録したライブDVD。 FC会員限定販売の「東京カリ≠ガリランド 2014.02.01 - 02 狂信盤」にはDVD2枚組にCD「トゥナイトゥナイ ヤヤヤ」（MSNA-093）および64ページフルカラーブックレット付。 一般流通の〈良心盤〉は「東京カリ≠ガリランド 初日 2014.02.01 良心盤」「東京カリ≠ガリランド 楽日 2014.02.02 良心盤」と各日を分けて2枚同時発売。また一部店舗・ECサイトにて〈良心盤〉2枚同時購入特典として両日のライブ音源を収録したMP3データ入りCD-Rを配布。 | 第7期        |              |
| クライマックス♥エロチカ                                | 2014年9月27日                                      | MSNA-095                                                             | 2014年9月27日日比谷野外大音楽堂にて行われたライブ『cali≠gari 20th Caliversary"2013-2014" 最終公演第7期終了 - To say Good bye is to die a little -』にて配布。同公演のFC会員限定販売座席〈密室席〉・〈狂信席〉特典。 2000年8月26日に新宿リキッドルームで行われた、第7期初のツアーファイナルライブ『クライマックスエロチカ』の模様を収録したライブDVD。 | 第7期        |              |

### 他アーティスト作品・オムニバスアルバムなどへの参加
- BUCK-TICKトリビュートアルバム『PARADE II 〜RESPECTIVE TRACKS OF BUCK-TICK〜』（2012年7月4日 発売）規格品番： TKCA-73785
「MISTY ZONE」のカバーを収録。第7期編成。
- DEAD ENDトリビュートアルバム『DEAD END Tribute -SONG OF LUNATICS-』（2013年9月4日 発売）規格品番： AVCD-38651
「Blind Boy Project」のカバーを収録。第7期編成。

### 未音源化
| タイトル             | 作者                 | 備考 |
| ネクロフィリア       | 作詞・紅梁樹         | ｢第1実験室｣収録曲「cali+gari」、｢再教育(右)｣収録曲「僕≠僕」の原曲                                                                                         |
| SILENT WORLD         | 作詞作曲・桜井青     | 冬の日の原曲 |
| SODOM IN BLUE        | 作詞作曲・桜井青     | 禁色の原曲 |
| 視線の先             | 作詞作曲・桜井青     | 「洗脳」後に発売予定だったデモテープ「悩殺」に収録予定も未発売                                                                                            |
| MOONLIGHT SILHOUETTE | 作詞作曲・桜井青     | 「洗脳」後に発売予定だったデモテープ「悩殺」に収録予定も未発売 「カリガリじゃないじゃない」での青のソロユニット「スカイドン」の楽曲「こわれた影絵」の原曲 |
| ソープランド         | 作詞作曲・秀児       | 発表当初のタイトルは「コンクリート」 アルバム「ブルーフィルム」収録予定も、秀児の脱退により未音源化                                                       |
| ピアッシングニードル | 作詞作曲・秀児       | アルバム「ブルーフィルム」収録予定も、秀児の脱退により未音源化 「ミルクセヰキ」間奏部に一部メロディを使用                                                 |
| 幼児体型仔猫         | 作詞作曲・秀児       | アルバム「ブルーフィルム」収録予定も、秀児の脱退により未音源化 「ポラロイド遊戯」に一部メロディを使用                                                     |
| PPh3                 | 作詞作曲・村井研次郎 | アルバム「第6実験室」収録予定も、未収録・未発表 |
| 秋の日               | 作詞作曲・桜井青     | カリガリのAtoZ マルチプル・スクリーンに記載 当時はアコーディオンを使用する予定であった                                                                    |

## タイアップ一覧
| 使用年 | 曲名       | タイアップ                                                               |
| ------ | ---------- | ------------------------------------------------------------------------ |
| 2003年 | 青春狂騒曲 | 読売テレビ・日本テレビ系『ダウンタウンDX』2003年12月度エンディングテーマ |
| 2011年 | 娑婆乱打   | テレビ埼玉『THE BEAT TIME』エンディングテーマ                            |
| 2011年 | 暗中浪漫   | ジュエリーマキ「ボン・ヴィーナス赤」CMソング                             |

## La' royque de zavy
La' royque de zavy（ラ・ロイク・ド・ザビ）は、cali≠gari第7期メンバーによる覆面バンド。『第6実験室』の「ドラマ近代的コスメ唱歌」に登場する。典型的なヴィジュアル系バンドを皮肉っている。2011年8月24日、同年10月23日開催のロック・フェスティバルV-ROCK FESTIVAL 2011への出演が公表された。なおバンド名の表記はLA' ROYQUE DE ZAVYと大文字のスペルへと変更している。またこれに伴い、cali≠gariの公式Twitterとは別にLa' royque de zavyの公式Twitterを開始された。ちなみに公式Twitterのプロフィール欄によると「密室系唯一無二の正統派ヴィジュアル系バンド」と紹介されている。
2015年11月28日、cali≠gariのイベントライズ‹シリーズ“街”本八幡発狂›の最終日「La’ royque de zavy CD発売記念GIG」にて復活する。

### メンバー
岸辺悪徳（旧名：サジタリアスのトリコモナス）（ボーカル）
名前の由来は、人馬宮とトリコモナス症から。後に「たけし」に改名する。
尊敬する芸術家はフランシスコ・ザビエル。
正体は石井である。
〝M〟LONDON（旧名：キャンサーのみつこ）（ギター）
名前の由来は、巨蟹宮から。「不動明王のみつこ」に改名する。
尊敬するバンドは、“ドイツのマンソン”。
脱退後はmitsuko london名義で｢湘南ブラックレインボウ｣(2003年8月31日ライカエンジンにて限定1000枚)をリリース。
正体は桜井である。
ジェミニはレジェンド（旧名：ジェミニのレガシー）（ベース）
名前の由来は、双児宮と愛車のスバル・レガシィから。「神崎人生」に改名する。
“3年前に観たシド・ヴィシャス”に憧れている。
正体は村井である。

### 旧メンバー
スコーピオンの毒なし（ドラムス）
名前の由来は、天蝎宮から。「おさむchang」に改名する。
赤い薔薇の造花がトレードマーク。
正体は武井である。

### 設定
- バンド名の由来は、バンドのイメージカラーである黒色とフランシスコ・ザビエルの融合。
- 『盲目であるが故のTHE統一感』は13本目のデモテープ。読み仮名は「もうもくであるがゆえの　ざ　とういちかん」。
- 「現代の病巣と真のきちがいの心理」を音楽で表現する。
- メンバーの名前は、星座占いが趣味であるジェミニのレガシーが考えた。

### 音源
デモテープ
- 盲目であるが故のTHE統一感 （2001年5月3日赤坂ブリッツ限定販売）

1. MOON LIGHT 白昼夢
2. 盲目であるが故のTHE統一感
3. 殺す。私、思ひで <LIVE VERSION>

シングル
- 湘南ブラックレインボウ （2003年8月31日ライカエジソン限定販売）
（みつこソロ、MITSUKO LONDON名義）

1. 湘南ブラックレインボウ
2. 肉炎ヴァヴィロニア
3. 夜鎖愚麗繪慈邨KAMEHAME破

- Rha's Al Ghûl Gorgoneion（2015年11月28日「La’ royque de zavy CD発売記念GIG」物販及び公式通販限定発売

1. AVID OF SEX
2. SACRED REQUIEM
3. 愛し過ぎて刹那過ぎて心苦しくなって
4. 月明かりのDAYDREAM（「MOON LIGHT 白昼夢」の新録アレンジバージョン）

ミニアルバム
- 盲目であるが故のTHE統一感2011  （2011年10月21日、AST-111021）
1,000枚限定生産[21]。V-ROCK FESTIVAL 2011にて会場販売された。

1. MOON LIGHT 白昼夢
2. 盲目であるが故のTHE統一感
3. 殺す。私、思ひで 〈LIVE in 伯林 1999〉
4. 蝶の舞（新曲）